# Emoia taumakoensis
Emoia taumakoensis — вид сцинкоподібних ящірок родини сцинкових (Scincidae). Ендемік Соломонових Островів.

## Поширення і екологія
Emoia taumakoensis є ендеміками острова Таумако в групі островів Дафф на північному сході архіпелагу Санта-Крус. Вони живуть у вологих тропічних лісах та в садах, серед опалого листя, на висоті до 50 м над рівнем моря. Живляться комахами.